# Psapharochrus pinima
Psapharochrus pinima là một loài bọ cánh cứng trong họ Cerambycidae.